# Hochzeitshaus (Bamberg)
Das Bamberger Hochzeitshaus ist ein ehemaliges Gasthaus und Veranstaltungsgebäude der Stadt Bamberg. Das Renaissancegebäude wurde in unmittelbarer Nähe der Regnitz, am alten Hafen der Stadt erbaut und gehört zum UNESCO-Welterbe Bamberger Altstadt. Heute wird das Baudenkmal von der Otto-Friedrich-Universität Bamberg genutzt.

## Namensherkunft
Die Namensgebung ist irreführend, da der Begriff „Hochzeit“ im Mittelhochdeutschen allgemein „die hohe, die festliche Zeit“ bedeutet. Erst im Neuhochdeutschen tritt der Begriff der Hochzeit an die Stelle des alten Wortes Brautlauf. Im Bamberger Hochzeitshaus fanden also neben Hochzeiten auch andere Feierlichkeiten wie beispielsweise gesellige Zusammenkünfte von Ritterschaften oder dem Stadtrat statt. Im heutigen Sprachgebrauch würde es wohl als Veranstaltungsgebäude oder event hall bezeichnet werden.

## Geschichte
Neben dem Einzelgebäude wird auch gerne die zusammengehörige Baugruppe bestehend aus dem eigentlichen Hochzeitshaus am Kranen, dem ehemaligen Gasthaus „Zum Wilden Mann“ an der Austraße und den bestehenden Verbindungsbauten als Hochzeitshaus bezeichnet. Im Folgenden wird versucht, soweit es die Quellenlage erlaubt, zwischen den einzelnen Gebäuden zu differenzieren.

### Gasthaus „Zum Wilden Mann“

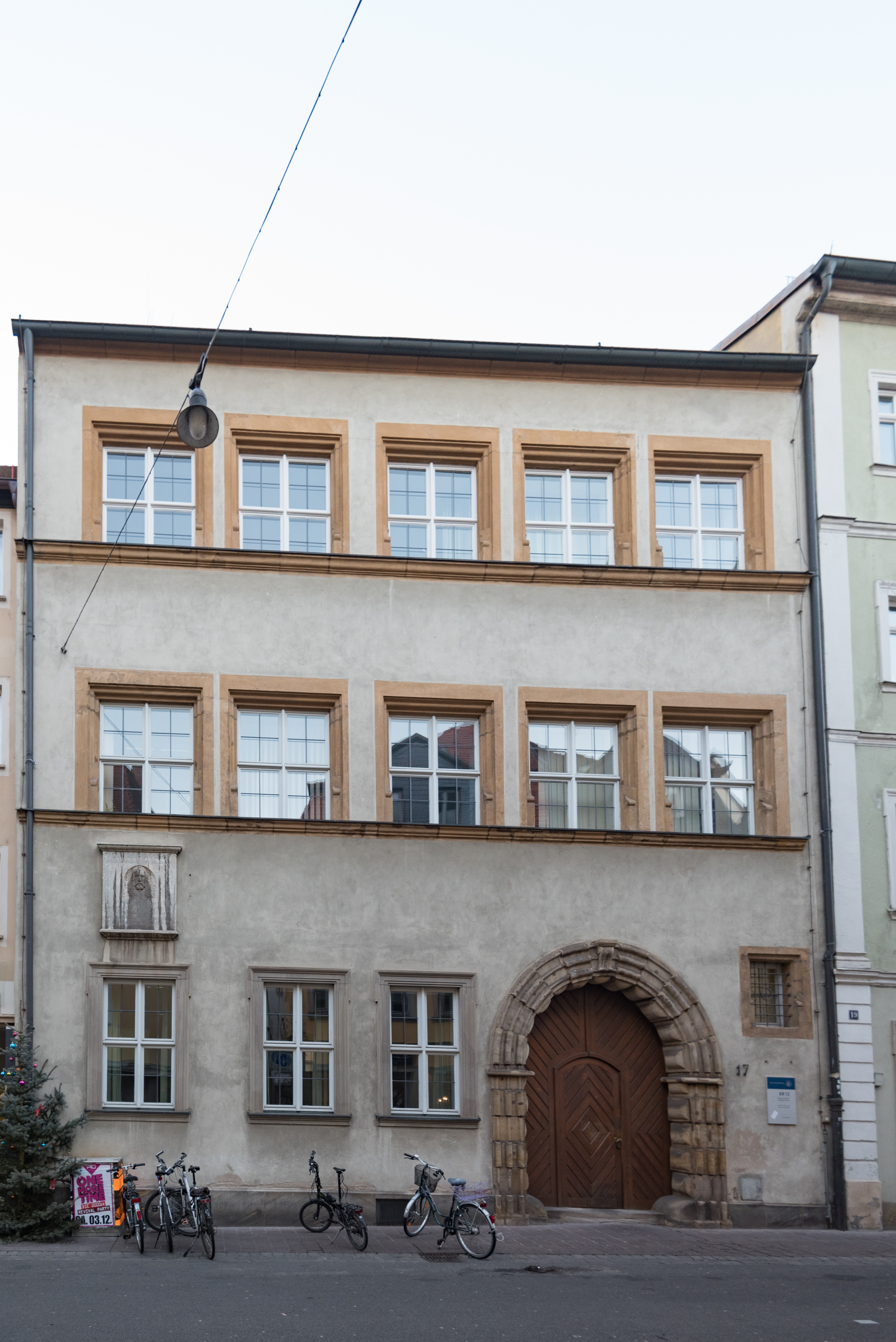
Fassade der Bürgertrinkstube an der Austraße

Schon im Jahr 1484 ist das Gasthaus „Zum Wilden Mann“ erstmals erwähnt. Sein damaliger Besitzer Hermann Zechendorfer erhielt zu dieser Zeit erhebliche Mengen an Wein, die per Schiff bis vor die Haustür der Schankstätte transportiert werden konnten. Das Gasthaus bestand aus zwei Gebäudeteilen: Das Hauptgebäude lag „in der Au“ (heutige Austraße 17), und ein Hinterhaus befand sich „uff der Greten“ (Am Kranen 12, heutiger Standort des Hochzeitshauses). Das Wirtshaus war als die vornehmste Herberge der Stadt bekannt. Zu seinen prominenten Gästen zählte auch Albrecht Dürer, der 1520 zwei Mal hier übernachtete. An seinen Aufenthalt erinnert eine Gedenktafel in der Fassade des Gebäudes Austraße 17 aus dem Jahr 1928.
Der Name des Gasthauses „Zum Wilden Mann“ ist zu dieser Zeit nicht unüblich. So sind gleichnamige Gasthäuser auch in Augsburg, Nürnberg, Erfurt und Aschaffenburg belegt. Bei den sogenannten Wilden Männern handelt es sich um am ganzen Körper behaarte Riesen, die dem mittelalterlichen Volksglauben entstammen. Eine andere Theorie zur Namensherkunft des Gasthauses stammt von Hans Paschke und geht auf einen Mord zurück, der sich im spätmittelalterlichen Bamberg zugetragen hat. Ein möglicher Vorfahre Hermann Zechendorfers, Conz Zechendorfer, hatte vor dem Jahr 1464 im Affekt einen Mord begangen und musste als Strafe die Stadt für zehn bis 20 Jahre verlassen. Vielleicht war auch dieser Mörder der namensgebende Wilde Mann.
Im Jahr 1594 kam es zu einem Brand in der Badstube des Gasthauses. Der Schaden hielt sich allerdings dank des schnellen Einsatzes der damaligen Bamberger Feuerwehr in Grenzen.

### Bürgertrinkstube und Hochzeitshaus
Da bürgerliche Wohnungen, ähnlich wie heute, auch in der Frühen Neuzeit nicht ausreichend Platz boten, um große Feste darin zu feiern, wurden solche Feiern meist in den großen Sälen der Rathäuser abgehalten. Doch die immer größer werdenden Feste und der wachsende Platzbedarf der städtischen Verwaltung führten dazu, dass eigene städtische Gebäude für private Feiern sogenannte Hochzeitshäuser errichtet wurden. Zu diesem Zweck erwarb auch die Stadt Bamberg im Jahr 1605 das gegenüber dem Alten Rathaus liegende Gasthaus „Zum Wilden Mann“, bestehend aus Vorder- und Hinterhaus, zum Preis von 1.700 Gulden von der damaligen Besitzerin Katharina Bauer.
In den Jahren 1606–1609 wurde das Vorderhaus (Austraße) neugebaut. Dort war fortan die sogenannte Bürgertrinkstube untergebracht. Sie wurde vom städtischen Bürgertrinkstubenpfleger verwaltet, der auch im oberen Geschoss des Gebäudes wohnte.
Von 1610 bis 1614 erfolgte dann der Neubau des heutigen Hochzeitshauses (Am Kranen) an Stelle des ehemaligen Hinterhauses der Gaststätte „Zum Wilden Mann“. Schon ab dem Jahr 1612, also während sich das Gebäude noch im Bau befand, wurden dort die ersten Feiern abgehalten. Im Jahr 1616 erreichte die Stadt durch die Vermietung der Räumlichkeiten ihre höchsten Einnahmen: Neben anderen Veranstaltungen wurden insgesamt 23 Hochzeitgesellschaften gezählt. Für die Bewirtung der Gesellschaften war der Stadtbaumeister zuständig, der von der Stadtverwaltung eingesetzt wurde. Ihm standen Knechte, Diener und Köche zur Seite, deren Bezahlung in einer eigenen Stubenordnung festgelegt war. Die Küche befand sich in einem kleinen Bau zwischen Hochzeitshaus und Bürgertrinkstube.
Das Hochzeitshaus war auch Schauplatz zahlreicher kurioser Veranstaltungen. So führten im Jahr 1652 ein Holländer und sein Elefant im Erdgeschoss Kunststücke vor. Weitere Attraktionen waren beispielsweise Komödianten, Fechtmeister und ein französisches Wandertheater. Im Jahr 1720 hatte die Nutzung als Hochzeitshaus ein Ende, da die Stadt finanzielle Verluste durch den Betrieb verzeichnete.

### Nutzungen von 1720 bis 1945

#### Lagerstätte
Die Lage des Hochzeitshauses direkt am damaligen Hafen machte es als Lagerhaus sehr attraktiv. Deshalb wurden bereits im Jahr 1699, also noch vor dem Ende der Nutzung als Hochzeitshaus, das Erdgeschoss und der Dachboden des Gebäudes an den Baumeister Leonhard Dientzenhofer vermietet, der dort eine Lagerstätte für seinen Salzhandel einrichtete. Ab dem Jahr 1771 unterhielt auch die fürstbischöfliche Lagerhausverwaltung eine Waage und eine Schreibstube im Erdgeschoss. Im Jahr 1810 wurde im Gebäude eine Mauthalle mit Lager und Büro eingerichtet. Im 19. und 20. Jahrhundert diente das Hochzeitshaus außerdem als Gebäude der Stadtsparkasse, der Ortskrankenkasse und als Stadtkämmerei.

#### Akademie und Universitätsgebäude 1723–1791
1723 begann die bis heute andauernde Nutzung des Hochzeitshauses als Bildungsstätte. In diesem Jahr wurden die Fächer Physik und Metaphysik der Philosophischen Fakultät der Academia Ottoniana (der damalige Name der Bamberger Universität) hier untergebracht. Auch Veranstaltungen aus anderen Fachbereichen sowie einzelne Schulklassen wurden bei großem Platzbedarf hierher ausgelagert. Ab 1735 hatte auch die neugegründete juristische Fakultät ihren Sitz im Hochzeitshaus, 1770 kamen Teile der medizinischen Fakultät hinzu.

#### Ingenieur- und Zeichenakademie 1794–1833
1794 richtete der Hauptmann Leopold von Westen im Hochzeitshaus eine Ingenieur- und Zeichenakademie als Teil der Universität ein. Als Vorbild diente mit Sicherheit die Zeichenakademie für Zivil- und Kriegsbaukunst in Würzburg, an der von Westen selbst studiert hatte. Nach der Aufhebung der Universität in Folge der Säkularisation existierte die Zeichenschule unter staatlicher Hand fort. Nach dem Tod von Westens im Jahr 1804 übernahm dessen Schwager Adalbert Philipp von Sensburg den Posten des Professors.

#### Landwirtschafts-, Gewerbe-, Handels- und Berufsschule 1833–1945
Die Ingenieur- und Zeichenakademie wurde 1833 in die neugegründete städtische Gewerbeschule eingegliedert. Diese neue Schule bot Lehrgegenstände wie Mathematik, Naturlehre, Chemie, technisches Zeichnen und Freihandzeichnen, Französisch und Landwirtschaftslehre an. Der landwirtschaftlichen Abteilung stand auch ein botanischer Garten an der Weide und ein Versuchsfeld in der Nähe des heutigen Hauptbahnhofs zur Verfügung. Nach der Erweiterung um eine dreikursige Handelsschule im Jahr 1854 wuchs die „Königliche Landwirtschafts-, Gewerbe- und Handelsschule“, sodass sie im Jahr 1857 die zweitgrößte Schule ihrer Art in Bayern war. 1872 entstand aus der Gewerbeschule eine Realschule, die das Hochzeitshaus 1880 verließ. Die 1834 gegründete und 1864 verselbstständigte Handwerker-Feiertagsschule entwickelte sich nach und nach zur heutigen Berufsschule, die bis zur Zerstörung des Hochzeitshauses im Jahre 1945 dort angesiedelt war.

#### Der Dachstuhlbrand im Dezember 1871
In der Nacht auf den 14. Dezember 1871 brannte das komplette Dach des Hochzeitshauses ab. Bei diesem Brand wurden auch die beiden Renaissance-Giebel sowie der flusswärtige Zwerchgiebel zerstört. Durch das beherzte Eingreifen von Feuerwehr und Militär konnte der Schaden allerdings eingedämmt und Todesfälle verhindert werden. Beim Wiederaufbau des Dachstuhls wurde auf eine Rekonstruktion der bauzeitlichen Zierelemente verzichtet, was das Erscheinungsbild des Gebäudes bis heute maßgeblich prägt. Das ehemalige Aussehen des Gebäudes ist durch eine Zeichnung, die vor dem Brand entstand, überliefert.

### Zerstörung und Wiederaufbau

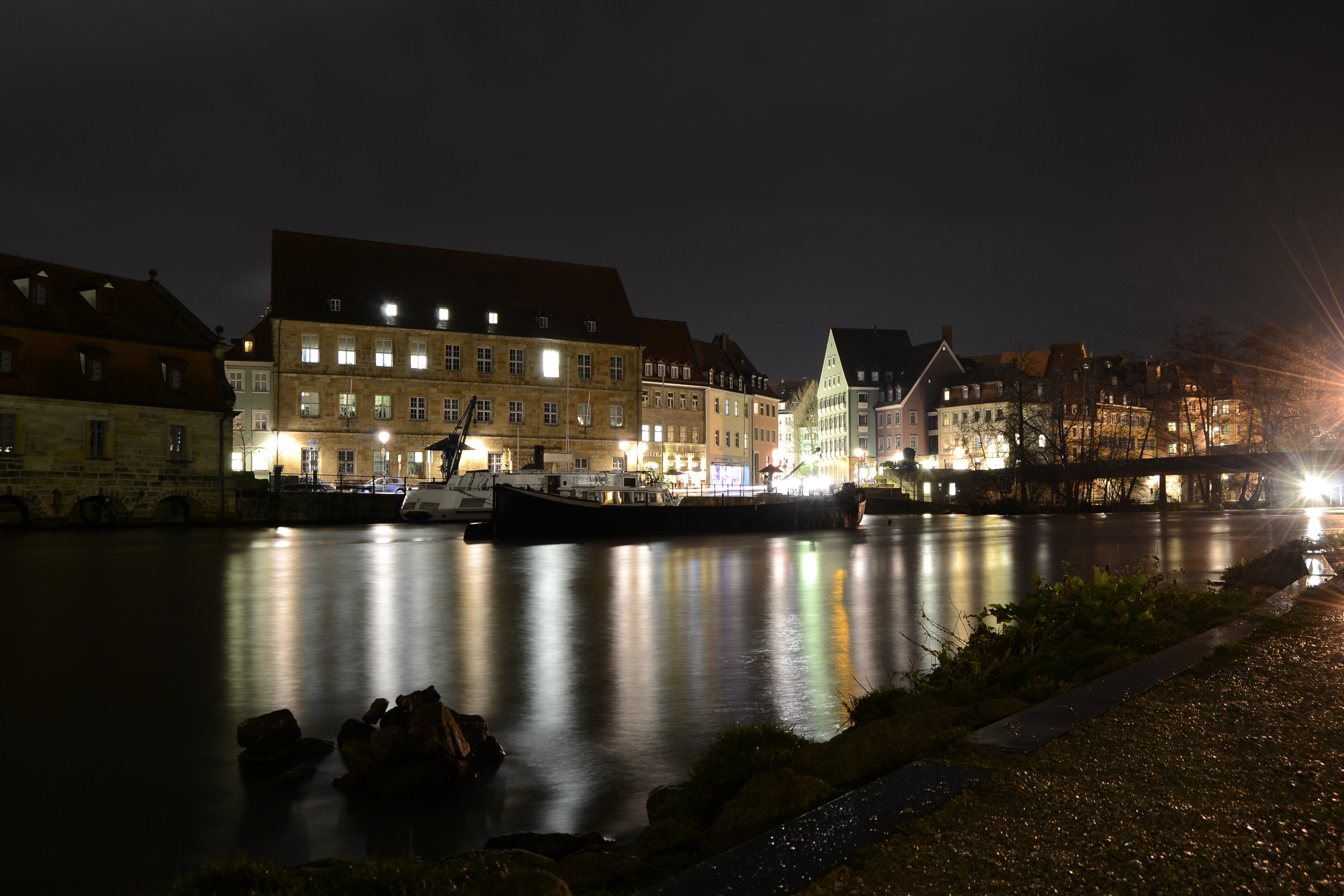
Hochzeitshaus und alter Hafen bei Nacht

Bei Bombenangriffen im April 1945 wurde das Hochzeitshaus, wie die umliegenden Gebäude am Obstmarkt und am Grünen Markt, so schwer getroffen, dass nur noch die Außenmauern und der Treppenturm stehengeblieben waren. Die Pläne zum Abriss des Gebäudes konnten jedoch durch das Eingreifen örtlicher Bildhauer, Architekten und nicht zuletzt des Rektors der Phil.-Theol. Hochschule Prof. Dr. Benedikt Kraft verhindert werden. Der Wiederaufbau, der von 1950 bis 1952 andauerte, wurde vollständig durch Spenden finanziert. Da sich schon 20 Jahre später Mängel und Schäden am Hochzeitshaus zeigten, wurde es in den 1970er Jahren einer weiteren Renovierung unterzogen.
Das Gebäude an der Austraße war weitestgehend verschont von der Zerstörung des Zweiten Weltkriegs geblieben. Dennoch wurde es 1973/74 abgerissen und unter Verwendung von Originalteilen, darunter Portal und Fensterrahmen, wiederaufgebaut. Während die Fensterrahmen in den Obergeschossen noch aus der Erbauungszeit stammen, gehen die Rahmen des Erdgeschosses auf eine Erneuerung im 18. Jahrhundert zurück.

### Heutige Nutzung
Nach dem Wiederaufbau des Hochzeitshauses und dem Wegzug der Berufsschule aus dem Gebäude an der Austraße im Jahr 1954, standen beide Gebäude wieder vollständig der Philosophisch-Theologischen Hochschule Bamberg zur Verfügung, die 1972 mit der Pädagogischen Hochschule Bamberg zur Gesamthochschule Bamberg vereint wurde. Im Hochzeitshaus waren die Fachbereiche Kirchenrecht, Kunstgeschichte und das bis 1973 bestehende chemische Institut untergebracht, später auch der Studiengang Sozialwesen.
Im Jahr 1979 wurde die Gesamthochschule wieder zur Universität, die seit 1988 den Namen Otto-Friedrich-Universität Bamberg führt. Bis heute nutzen einige Fachbereiche der Fakultät für Geistes- und Kulturwissenschaften das Hochzeitshaus als Universitätsgebäude. So finden sich dort unter anderem Büros und Veranstaltungsräume der Fachbereiche Geschichte, Denkmalpflege, Archäologie, Kunstgeschichte, Europäische Ethnologie und Geographie.

## Weitere Besonderheiten

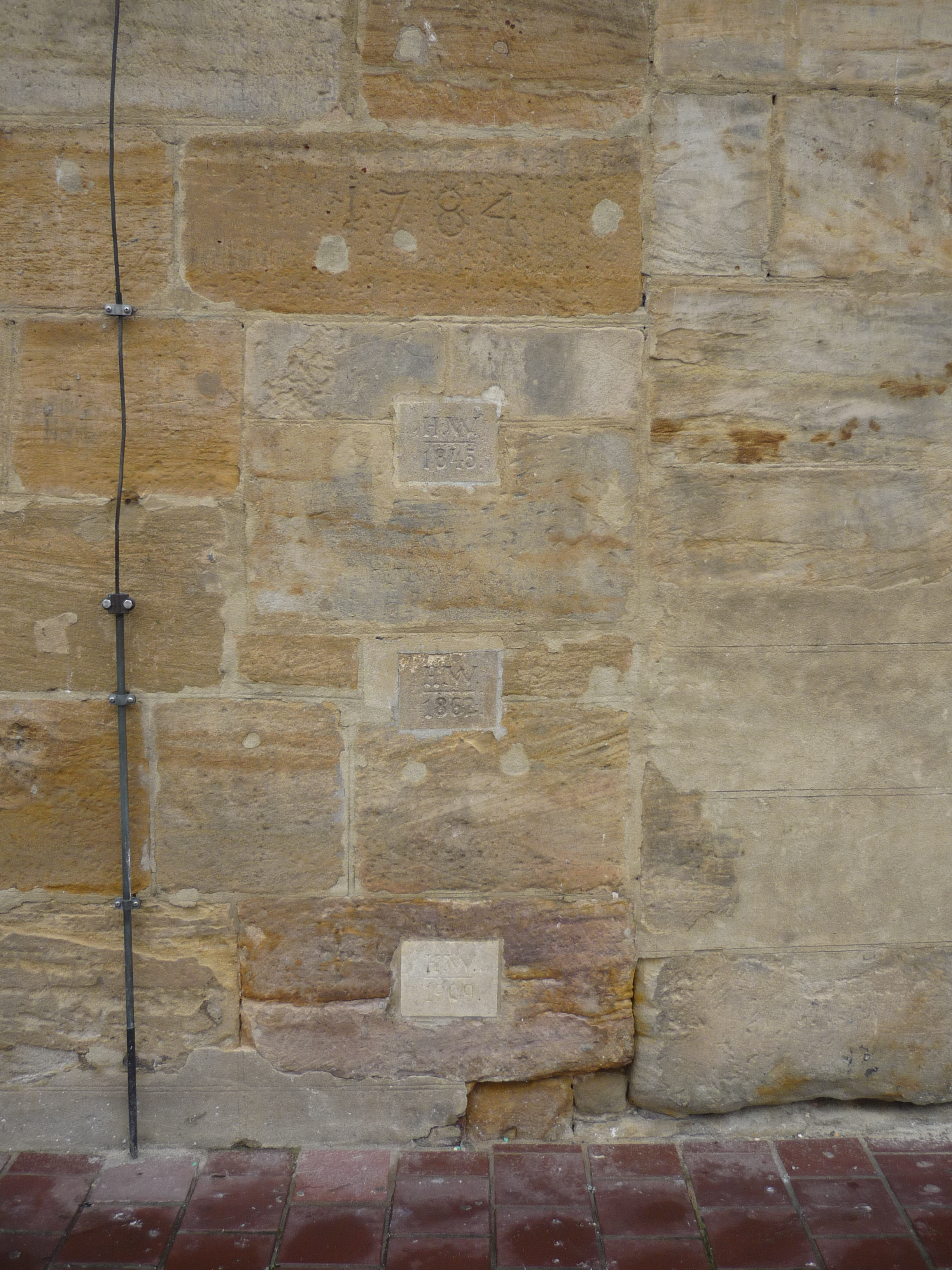
Hochwassermarken der Regnitz

### Hochwassermarken
Am Portal des Hochzeitshauses sind vier Hochwassermarken der Regnitz in den Sandstein eingehauen beziehungsweise eingelassen. Die höchste Markierung aus dem Jahr 1784 erinnert an die Katastrophe vom 27. Februar jenes Jahres, als die Untere Brücke von den Wassermassen der Regnitz weggerissen wurde. Weitere Hochwassermarken stammen aus den Jahren 1845, 1862 und 1909.

### Fußgängerpforte
Das Portal des Hochzeitshauses besaß links neben dem heute als Haupteingang genutzten großen Tor auch eine kleinere Fußgängerpforte, die jedoch in der Zeit zwischen dem Dachstuhlbrand im Jahr 1871 und der Zerstörung im Zweiten Weltkrieg zugemauert und durch ein Fenster ersetzt wurde, das merklich von den bauzeitlichen Fensterachsen abweicht. Heute zeugen nur noch eine Mauerfuge sowie alte Zeichnungen von der ehemaligen Fußgängerpforte.

### Innenhof
Zwischen den beiden Gebäuden Am Kranen und an der Austraße befindet sich neben einem modernen Verbindungstrakt auch ein kleiner mit Sitzbänken ausgestatteter Innenhof. Er ermöglicht einerseits das Wechseln zwischen den beiden Gebäuden und lädt andererseits auch zum Verweilen an der frischen Luft ein. Er bietet darüber hinaus einen schönen Blick auf den schmuckvollen Treppenturm des Hochzeitshauses.

### Treppenturm
Dank seiner soliden Bauart hat der bauzeitliche Treppenturm des Hochzeitshauses sowohl den Brand 1871, als auch die Bombenangriffe vom 11. bis zum 13. April 1945 nahezu unbeschadet überstanden. Der auf fünfeckigem Grundriss stehende Turm wird von einem achteckigen Aufsatz mit Zwiebelhaube bekrönt und bietet einer Wendeltreppe Platz, die als ursprünglich einzige Treppe des Gebäudes zur Erschließung aller drei Stockwerke sowie des Dachbodens diente. Mittlerweile ist sie nicht mehr frei zugänglich. Ihre Aufgabe übernimmt nun ein größeres Treppenhaus, das beim Wiederaufbau eingebaut wurde und für die große Zahl an Studierenden ausgelegt ist, die täglich das Gebäude aufsuchen. Der Eingang zur Wendeltreppe im Erdgeschoss stammt ebenfalls noch aus der Erbauungszeit. Es handelt sich um ein aufwendig mit Löwenköpfen und als Sitzplatz nutzbaren Muschelnischen verziertes Rundbogenportal, das von einer modernen Glastüre verschlossen wird.

### Wandgemälde

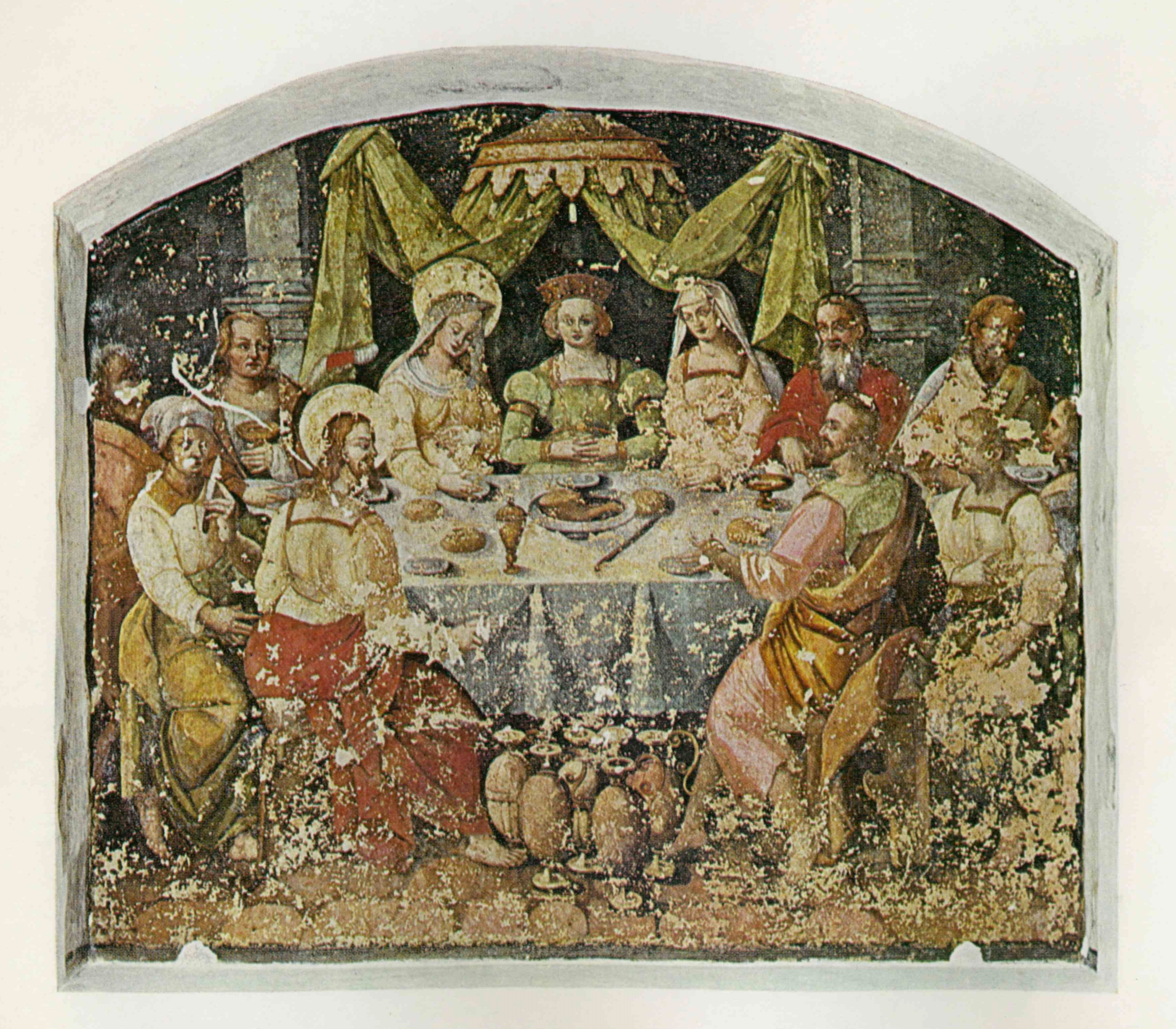
Wandgemälde der „Hochzeit zu Kana“

Durch glückliche Umstände kam bei Bauarbeiten im Jahr 1973 ein Wandgemälde im zweiten Geschoss des Gebäudes an der Austraße zum Vorschein. Beinahe wäre das Kunstwerk den Abrissarbeiten dieser Zeit zum Opfer gefallen, doch dank seiner Entdeckung konnte es erhalten werden. Die 164 × 233 cm große Darstellung der Hochzeit zu Kana, des ersten Wunders Jesu (Johannes 2, 1–11), ist in eine stichbogige Nische gemalt. Insgesamt sind zwölf Personen dargestellt, von denen zwei durch den Bildrand abgeschnitten werden. Alle gruppieren sich um einen großen Tisch. In der Bildmitte unter einem Baldachin sitzt die bekrönte Braut. Den Ehrenplatz zu ihrer Rechten nimmt Maria ein, die durch einen Heiligenschein gekennzeichnet ist. Bei der Person zur Linken der Braut könnte es sich um deren Mutter handeln. Links im Vordergrund ist, ebenfalls mit Heiligenschein, Jesus Christus dargestellt wie er sechs steinerne Wasserkrüge segnet, die zwischen ihm und dem Bräutigam auf dem Boden stehen. Es ist also der Moment der Verwandlung des Inhalts der Krüge von Wasser zu Wein dargestellt.
Eine Rechnung aus dem Bamberger Stadtarchiv belegt, dass der Wappenmaler Hanns Rossa 1620 den Auftrag erhielt „die figuren von der Hochzeit Zue Cana in Gallilea in der förderen obern Stueben wider Zue mahlenn“. Diese eigenartige Formulierung und die vergleichsweise geringe Bezahlung von nur drei Gulden lassen darauf schließen, dass Rossa nur ein bereits bestehendes Gemälde restauriert hat. Darüber hinaus wurden bei der letzten Restaurierung, die bis 1975 andauerte, ältere Farbspuren entdeckt. Es ist also davon auszugehen, dass das Gemälde schon die Trinkstube der Wirtschaft „Zum Wilden Mann“ geziert hat, und dass die Wand, auf die es gemalt ist, beim Um- bzw. Neubau der Bürgertrinkstube 1605–1609 unangetastet blieb. Stilistisch wird die Wandmalerei auf die zweite Hälfte des 16. Jahrhunderts datiert.

## Bildergalerie

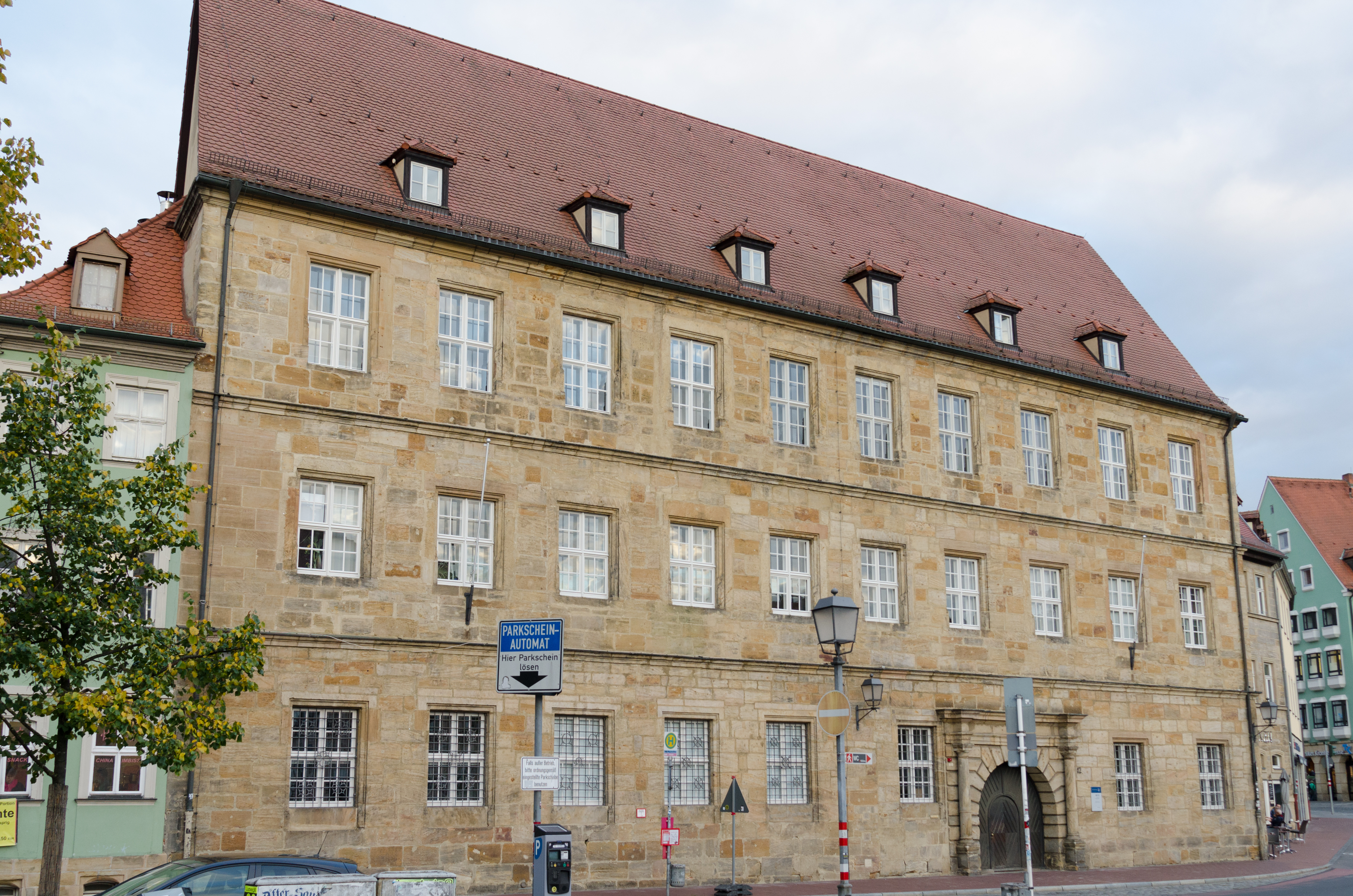
Hochzeitshaus, vom Kranen aus betrachtet
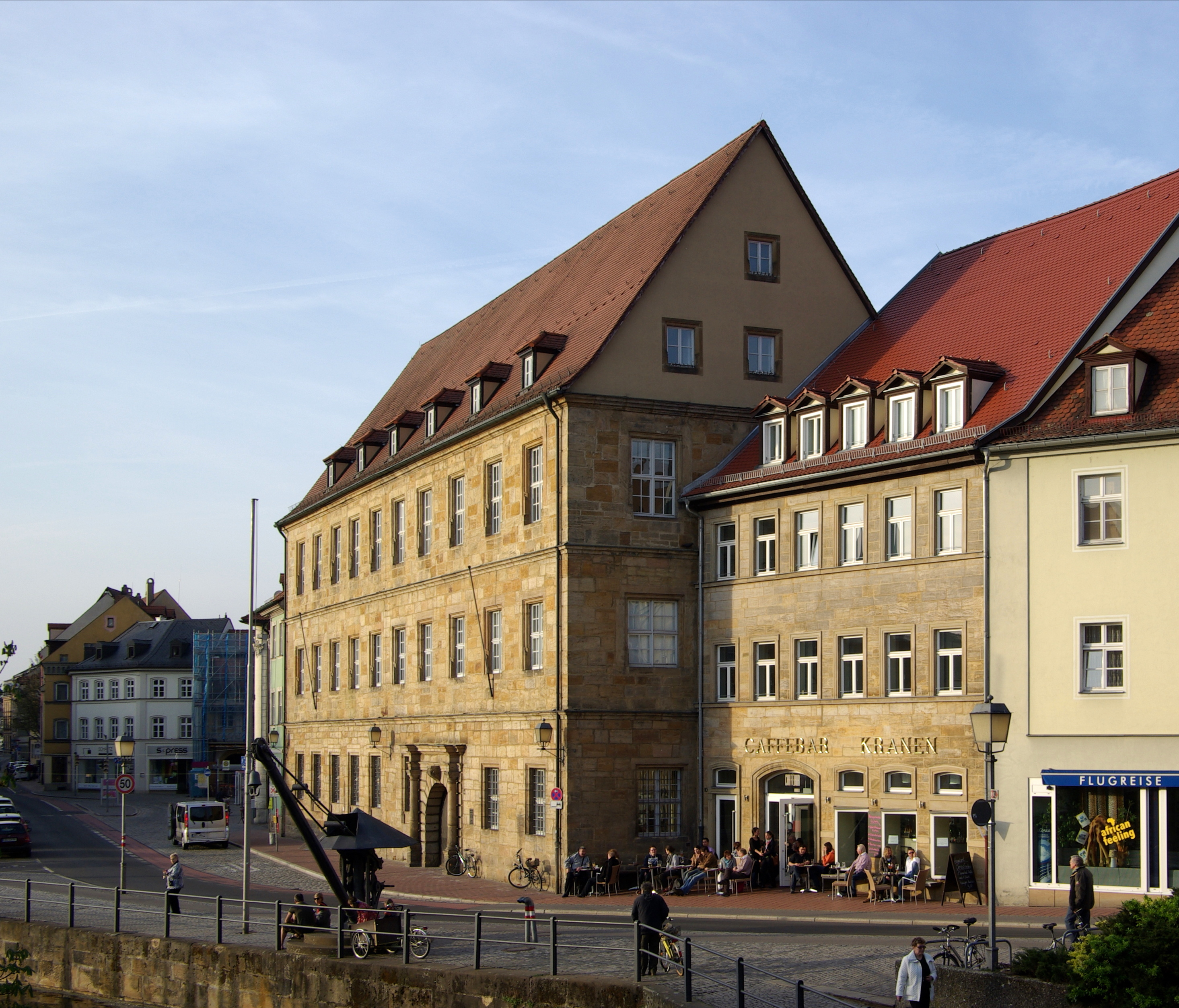
Ansicht von der Unteren Brücke
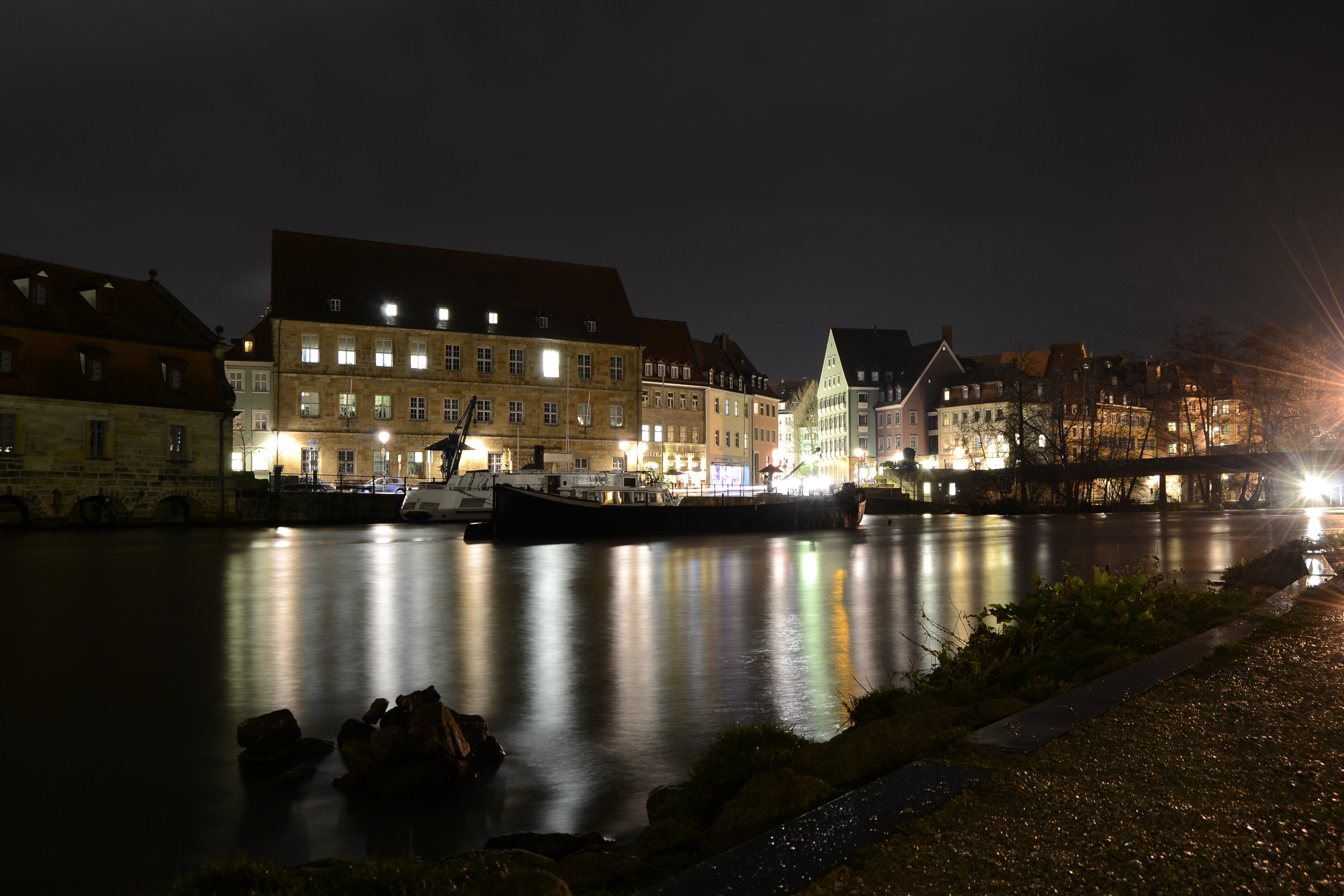
Hochzeitshaus und alter Hafen bei Nacht
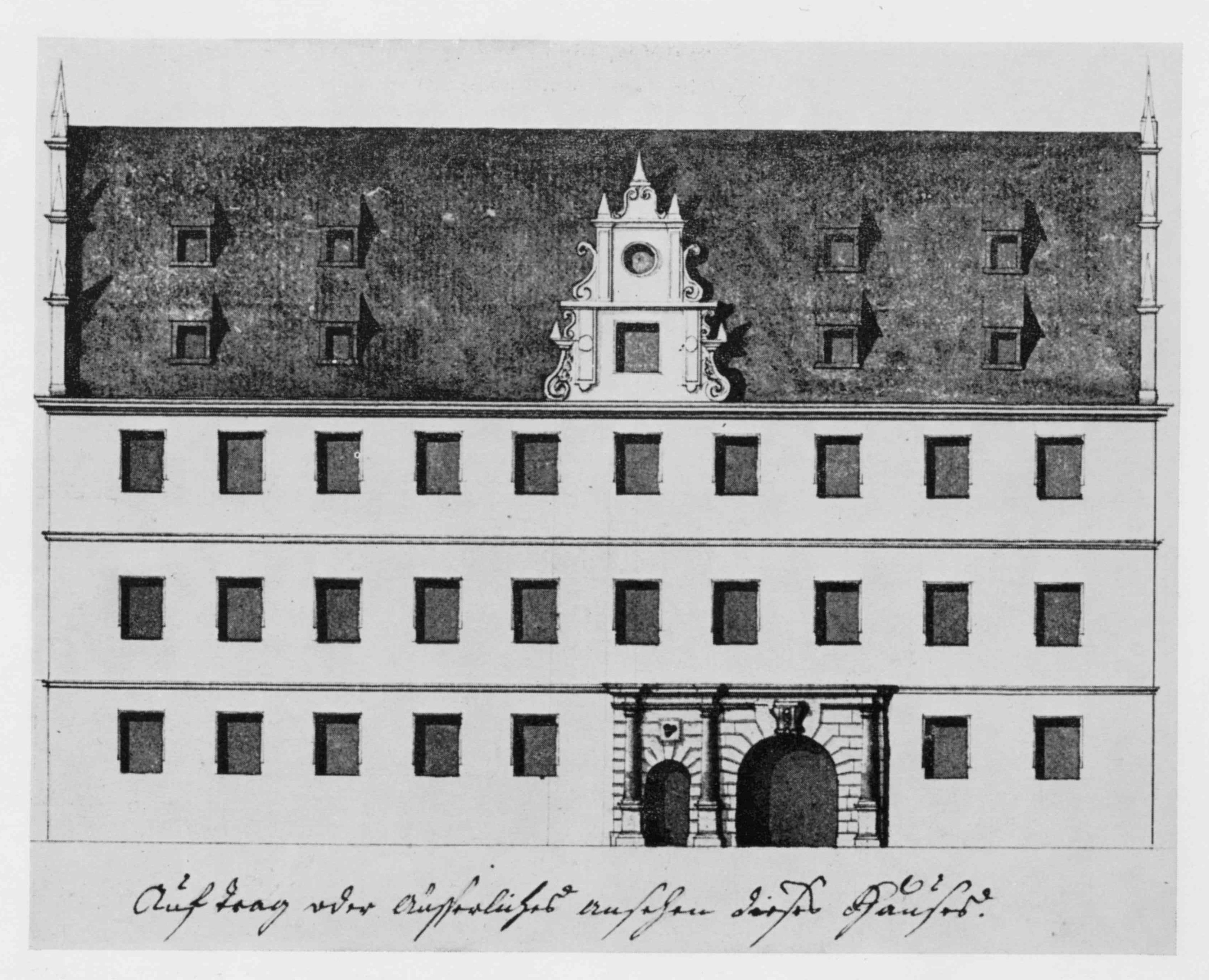
Zeichnung von vor dem Dachstuhlbrand 1871 (Bildunterschrift: Auftrag oder aüsserliches ansehen dieses Hauses.)
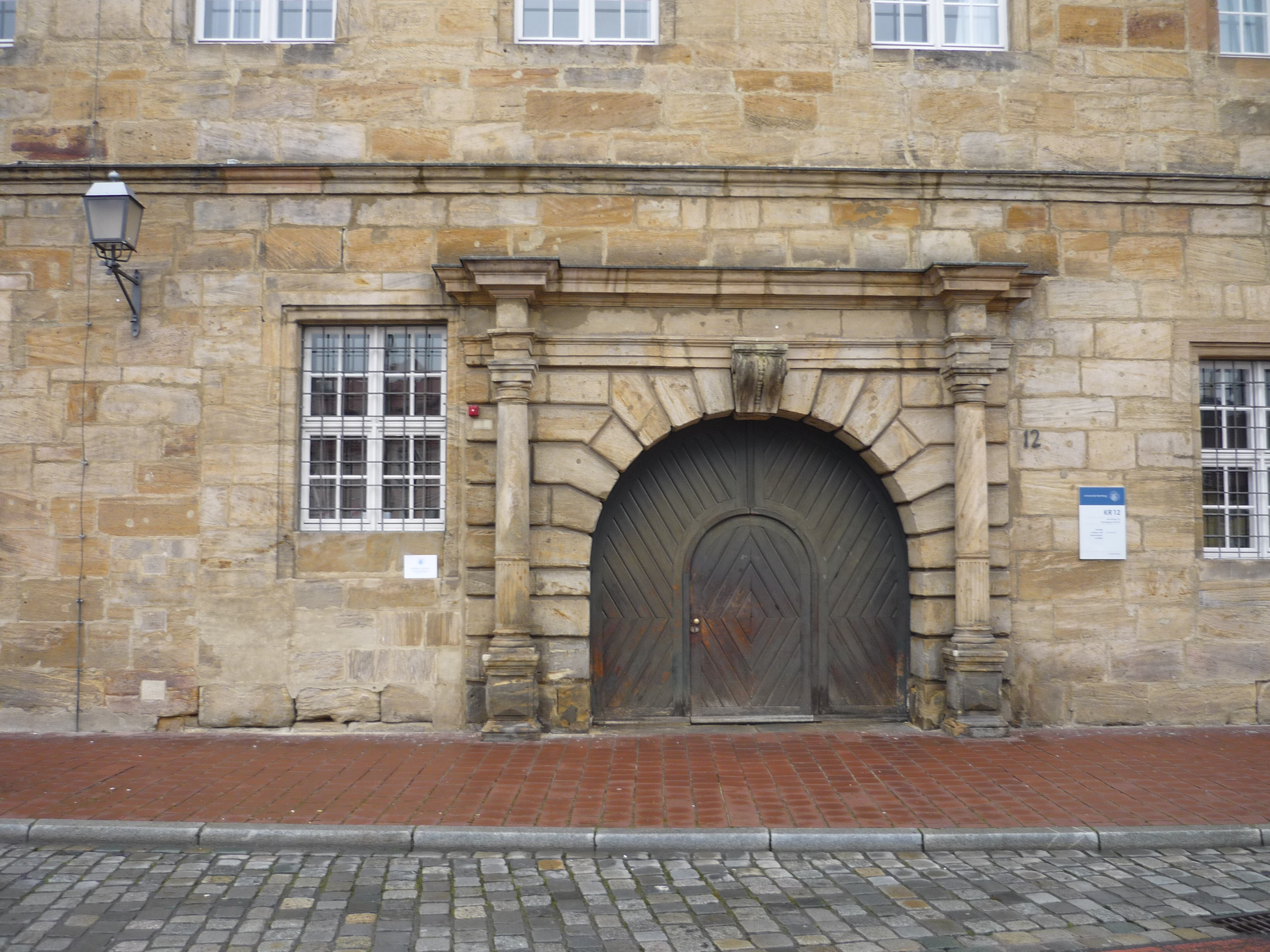
Portal am Kranen
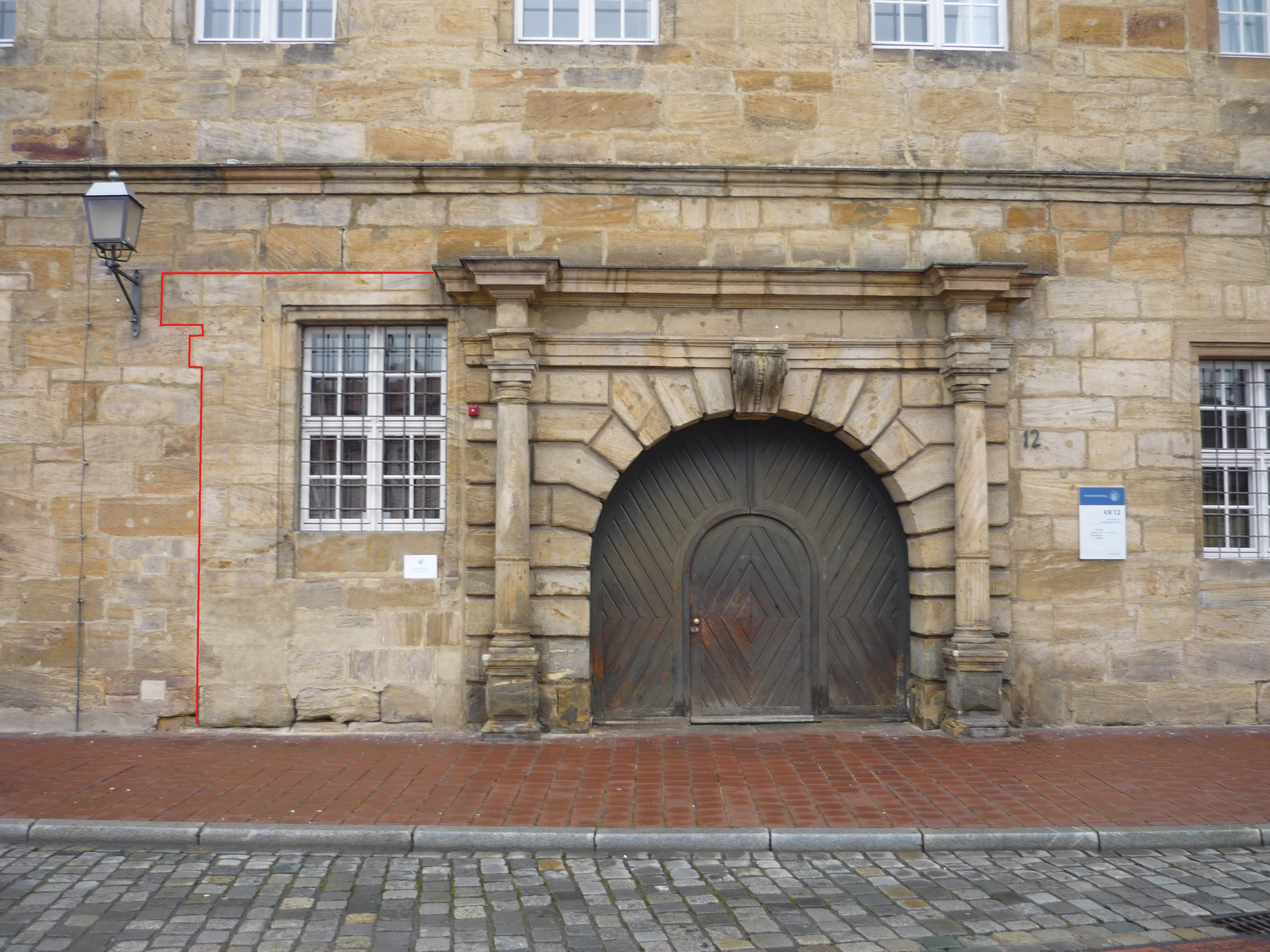
Portal am Kranen mit markierter Baufuge der ehem. Fußgängerpforte
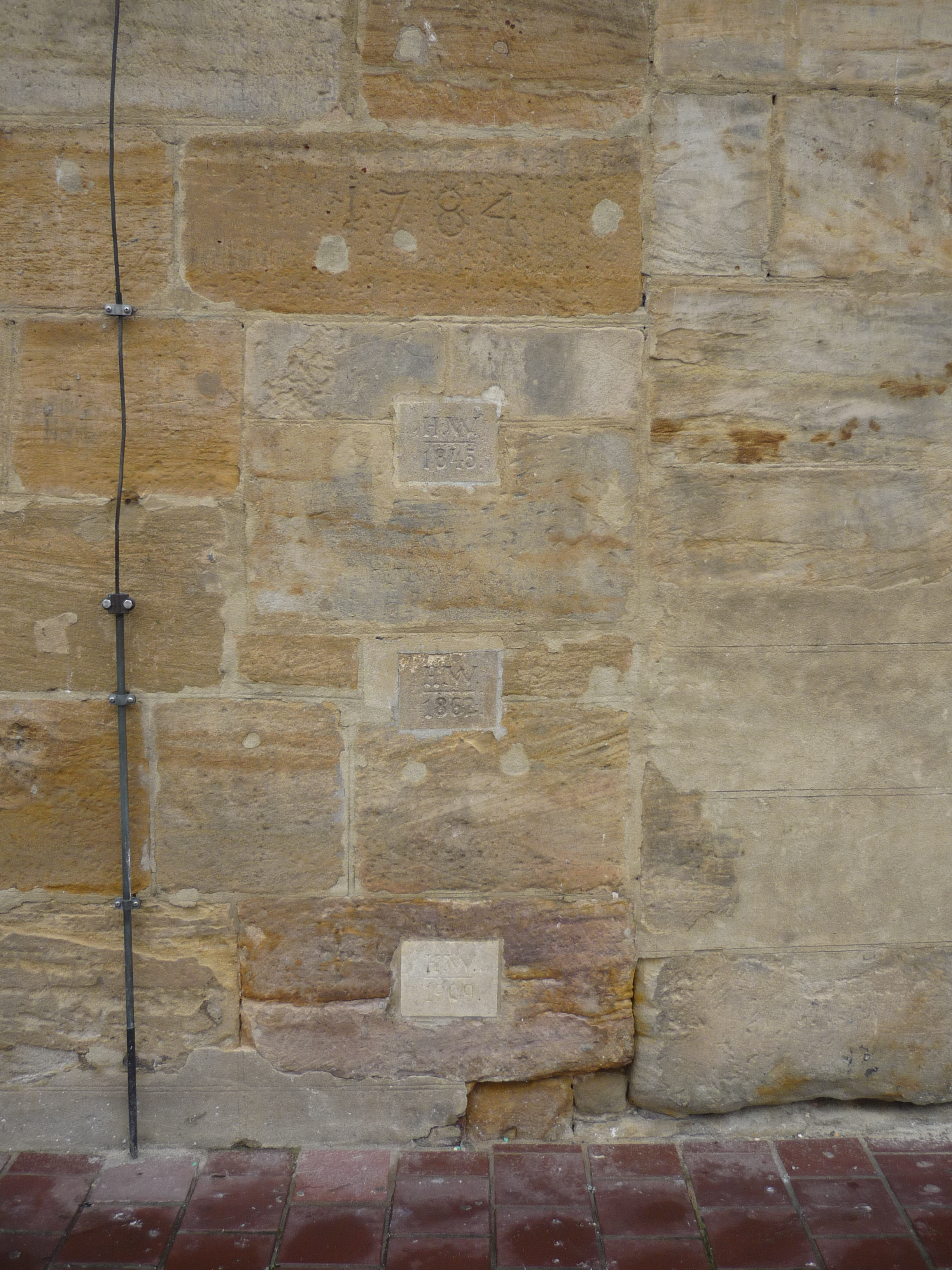
Hochwassermarken der Regnitz
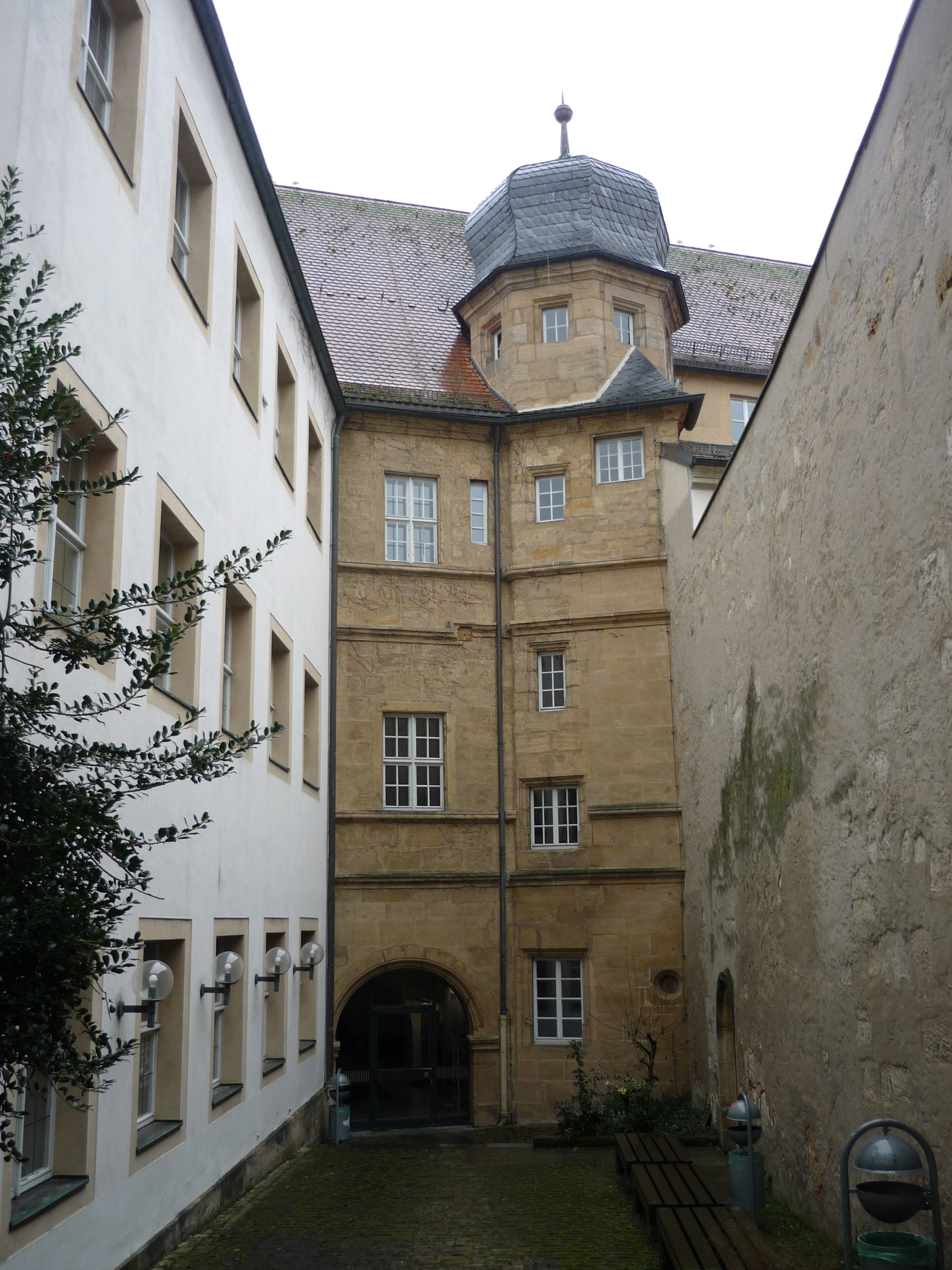
Treppenturm und Innenhof
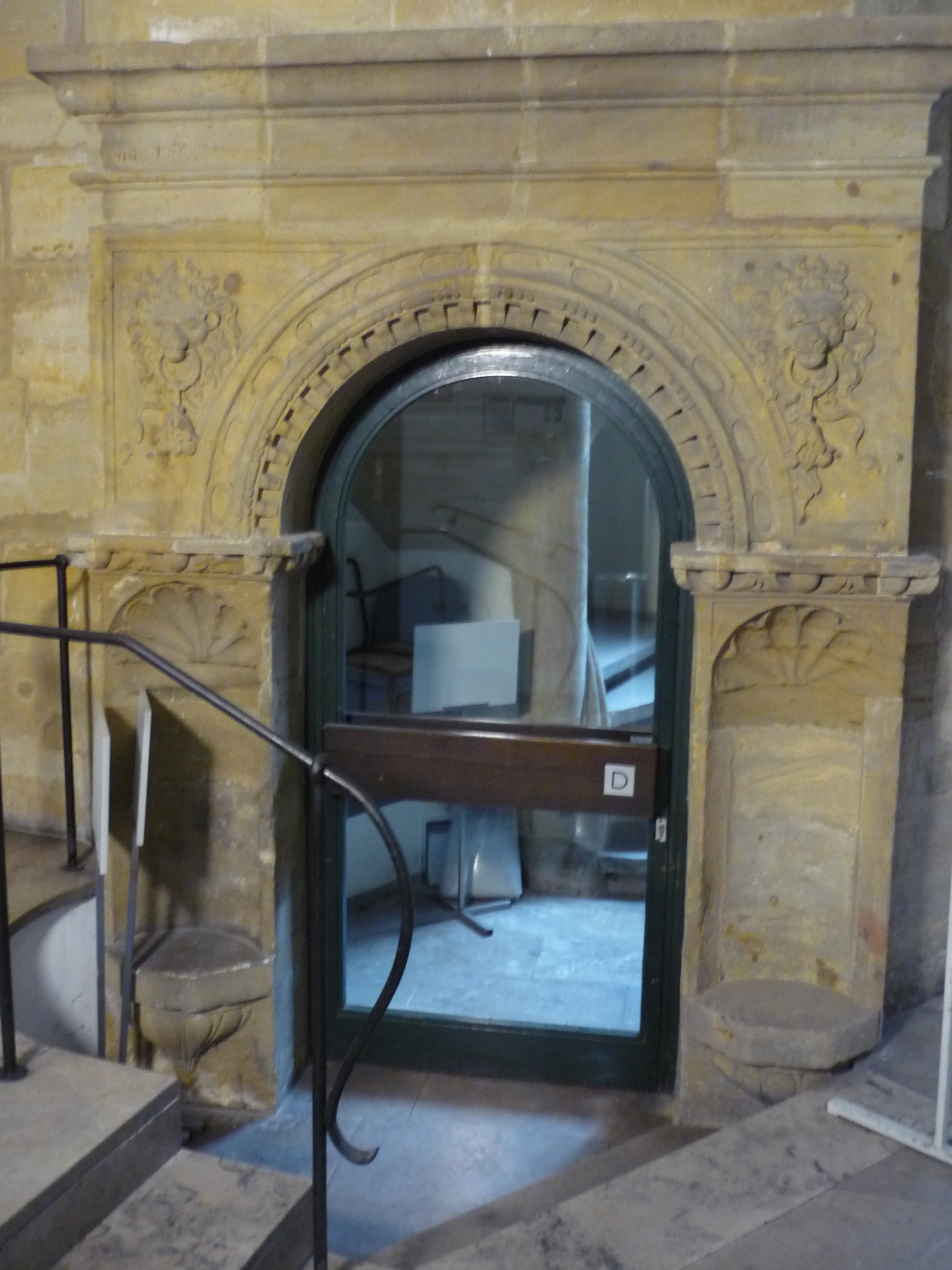
Eingang zum Treppenturm
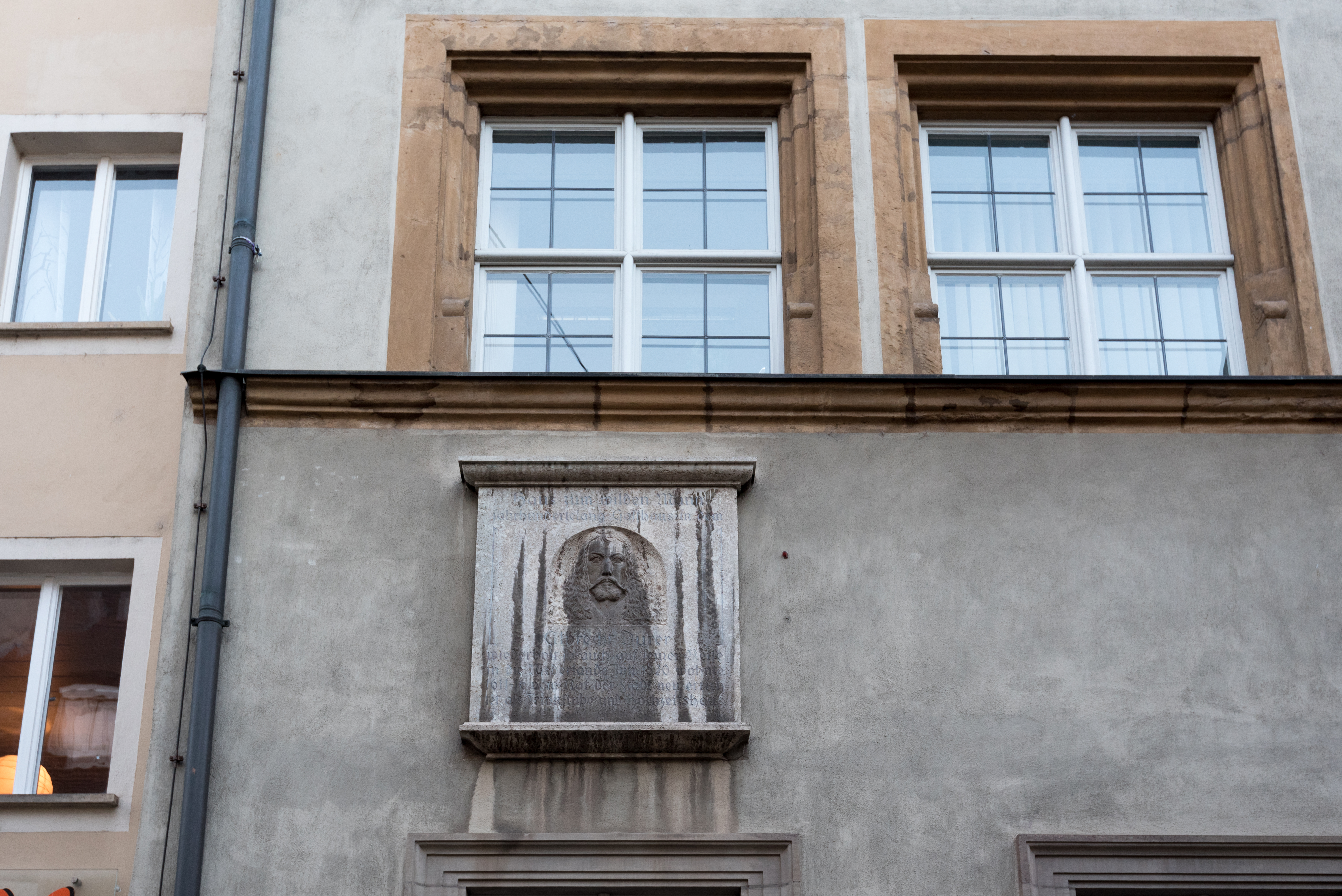
Gedenktafel für Albrecht Dürer aus dem Jahr 1928
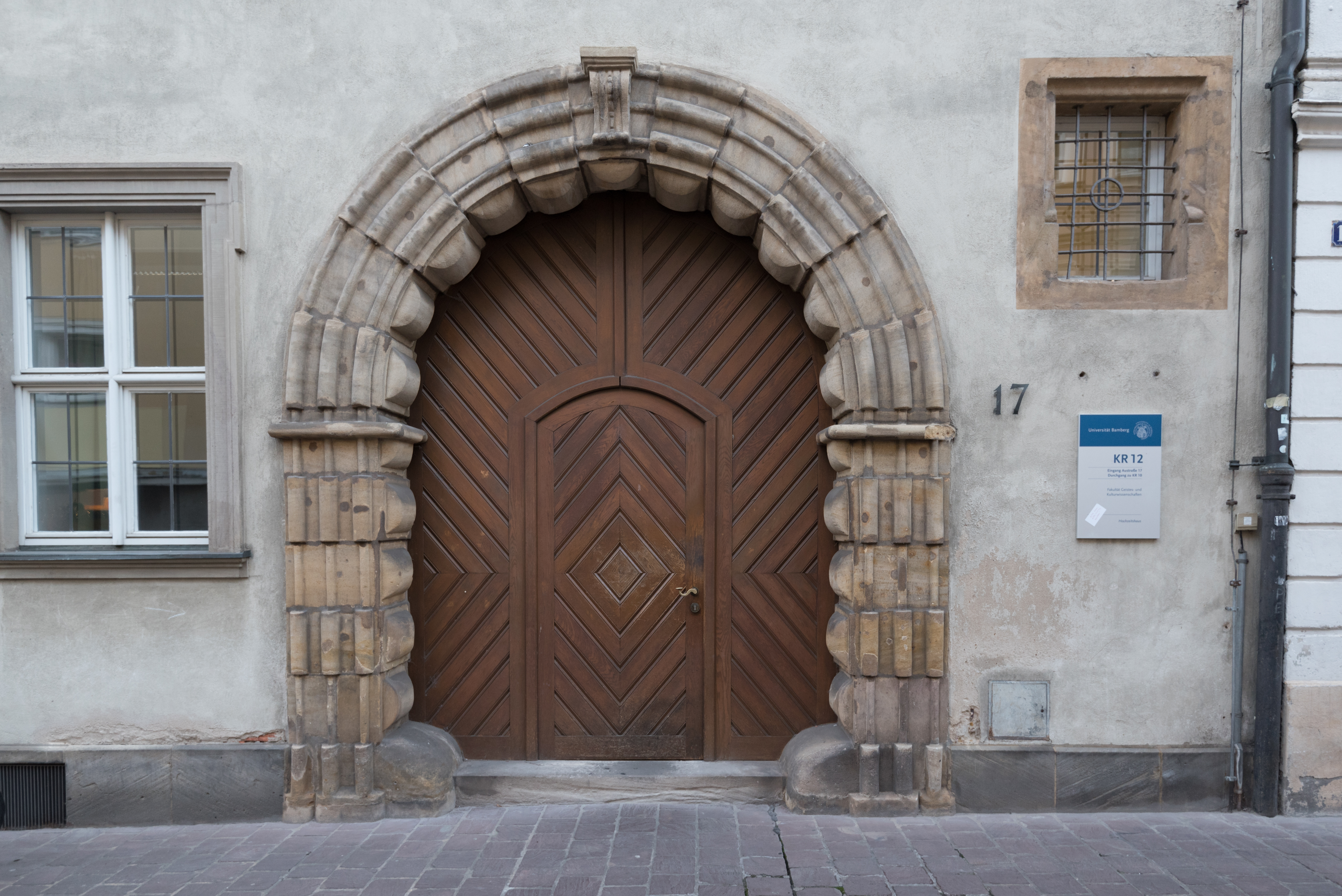
Portal zur Austraße
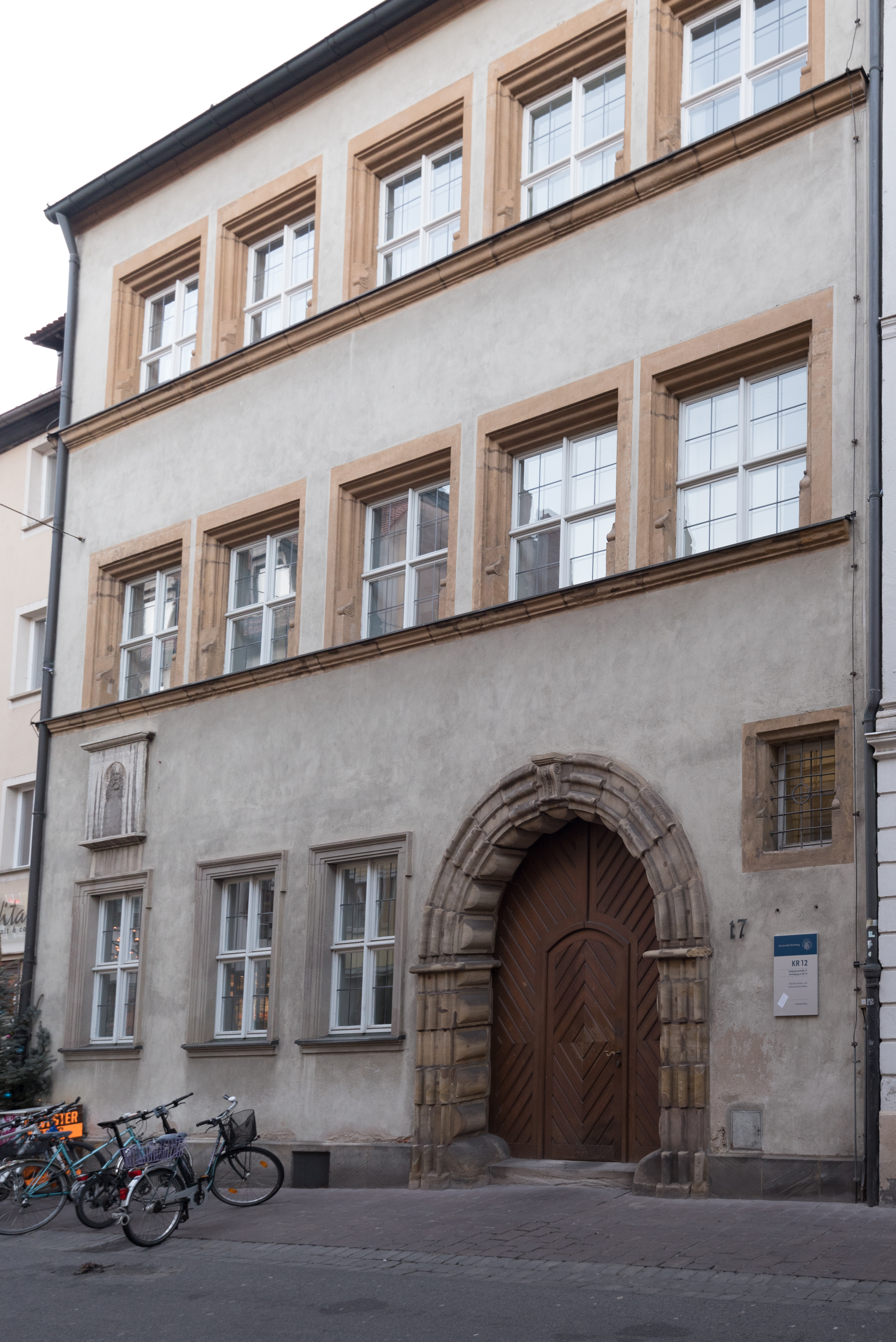
Fassade an der Austraße